# 扎赫里龙属
扎赫里龙（属名："Zahrisaurus"）是蛇颈龙目的一个已灭绝属，来自晚侏罗世的巴基斯坦。该属由穆罕默德·萨迪克·马尔卡尼（Muhammod Sadiq Malkani）于2019年首次命名，模式种是基尔穆拉扎赫里龙（"Zahrisaurus kilmoolai"）。属名取自分布于化石发现地一带的扎赫里部落（Zahri tribe）及希腊语saurus（蜥蜴）。种名分别取自发现化石的基尔地区（Kil Locality）及流经此地的穆拉河（Moola River）。正模标本GSP/MSM-99-K由破碎的颅后骨骼组成，发现于俾路支省胡兹达尔镇，所属层段可能为晚侏罗世苏莱曼群（Sulaiman Group）的契尔坦石灰岩组（Chiltan Limestone），现保存于奎达市的巴基斯坦地质调查局博物馆（Museum of Geological Survey of Pakistan）。由于已知材料过于零碎，因此该属一般被视为疑名；且论文发表于掠夺性期刊上导致有效性存疑，故可能也是一个裸名。